# Rue Élisa-Lemonnier
La rue Élisa-Lemonnier est une voie située dans le quartier de Picpus du 12e arrondissement de Paris.

## Situation et accès

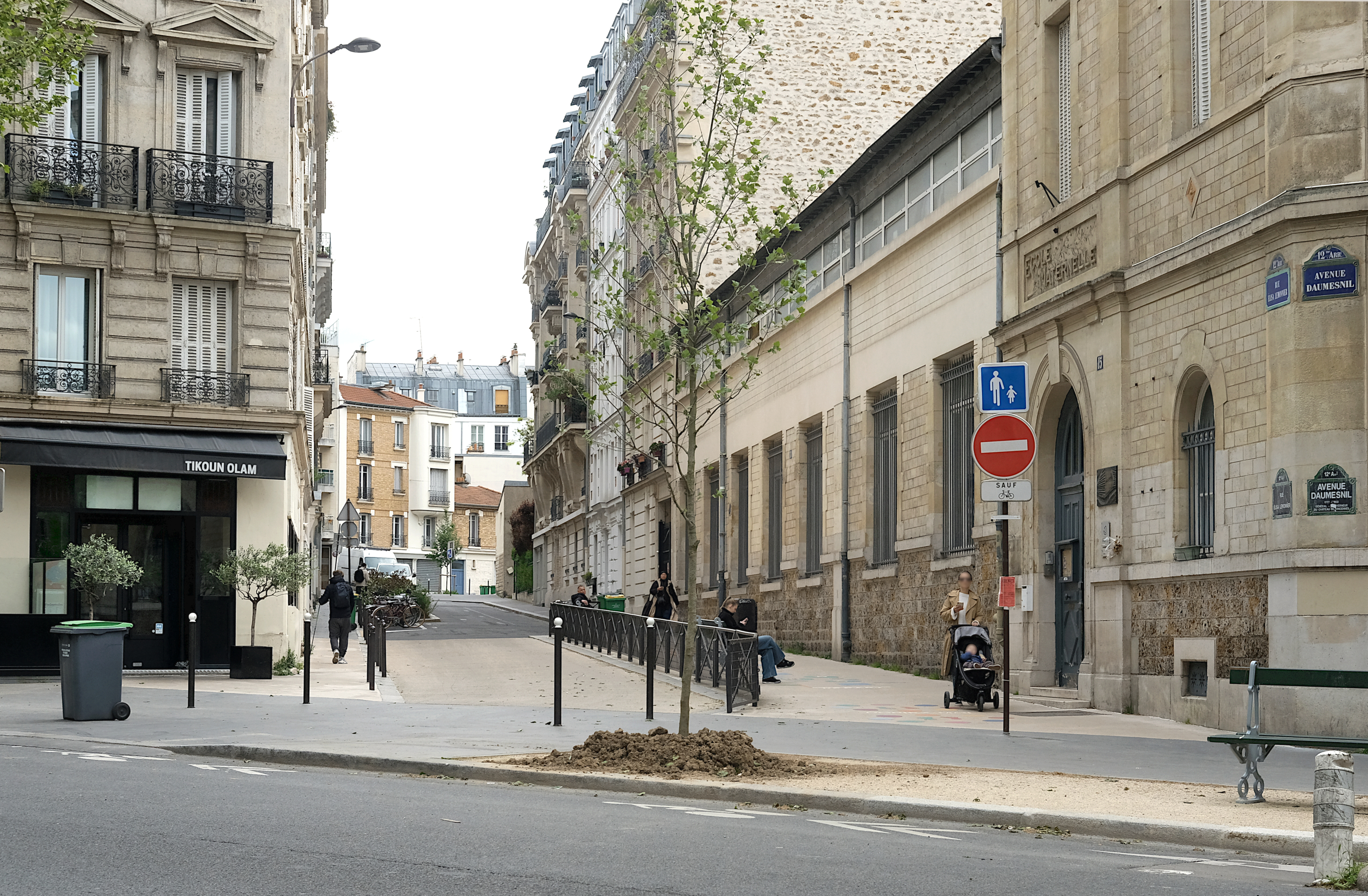
La rue en 2024, vue depuis l'avenue Daumesnil.

La rue Élisa-Lemonnier est accessible par la ligne de métro 6 à la station Dugommier.

## Origine du nom
Elle porte le nom de la pédagogue Marie Juliette Élisa Grimailh, dite Élisa Lemonnier (1805-1865).

## Historique
Cette voie existait à l'état de chemin vers 1730 et n'était encore qu'une petite sente vers 1815. Elle était appelée « rue des Trois-Chandelles », à cause d'une enseigne.
Elle prend sa dénomination actuelle par arrêté du 16 octobre 1884.

## Bâtiments remarquables et lieux de mémoire
- La rue débouche sur le jardin de Reuilly et une entrée de la Promenade plantée.
- No 5 : immeuble de 1907 (architecte R.Brandon).

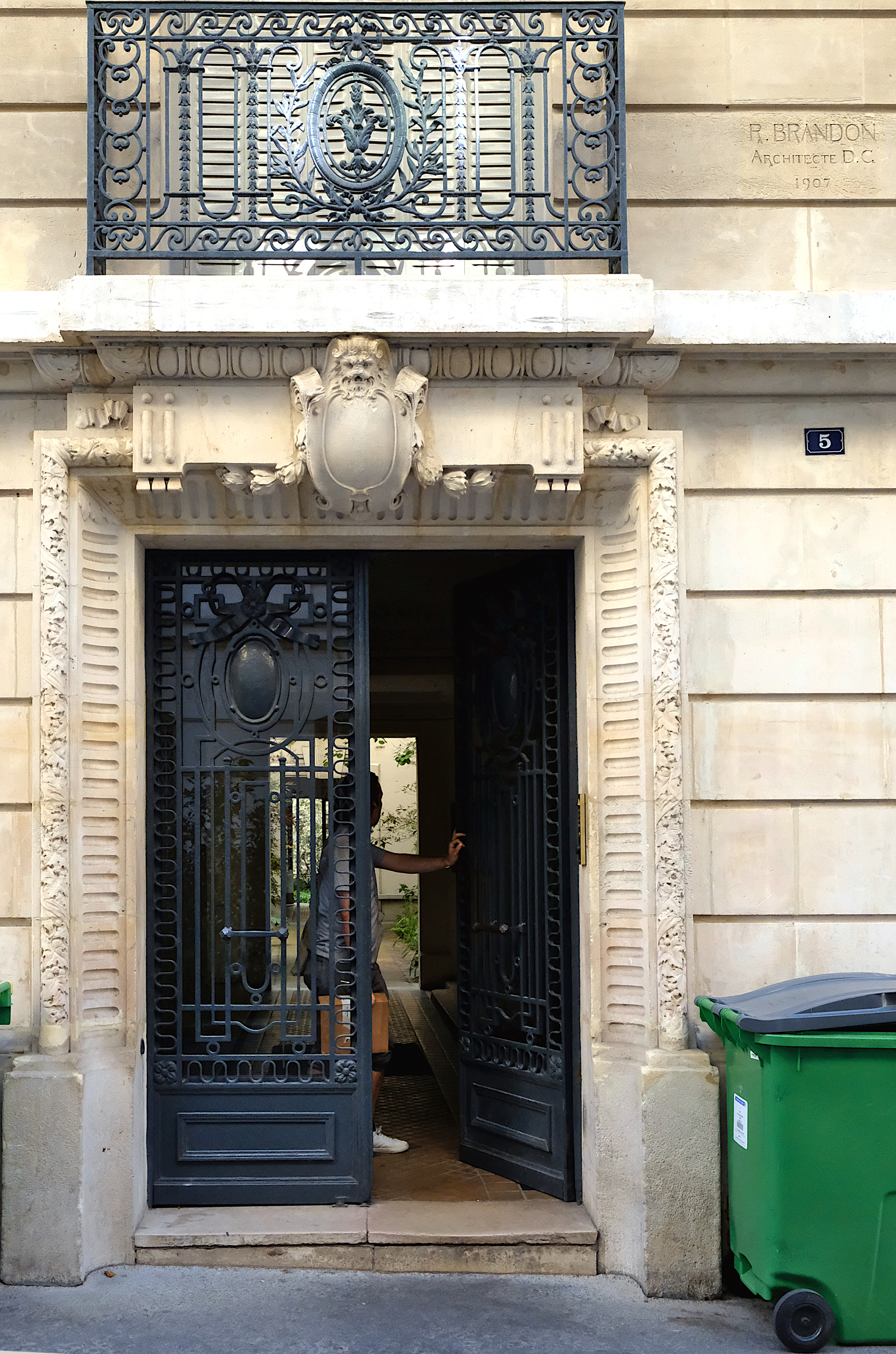
No 5.